# Tierra Fría
Tierra Fría är en ort i Mexiko.   Den ligger i kommunen Jalpan de Serra och delstaten Querétaro Arteaga, i den centrala delen av landet, 210 km norr om huvudstaden Mexico City. Tierra Fría ligger 1 358 meter över havet och antalet invånare är 130.
Terrängen runt Tierra Fría är huvudsakligen kuperad, men västerut är den bergig. Tierra Fría ligger uppe på en höjd. Runt Tierra Fría är det ganska glesbefolkat, med 28 invånare per kvadratkilometer. Närmaste större samhälle är Jalpan, 11,5 km sydväst om Tierra Fría. I omgivningarna runt Tierra Fría växer huvudsakligen savannskog.